# Mare Natura

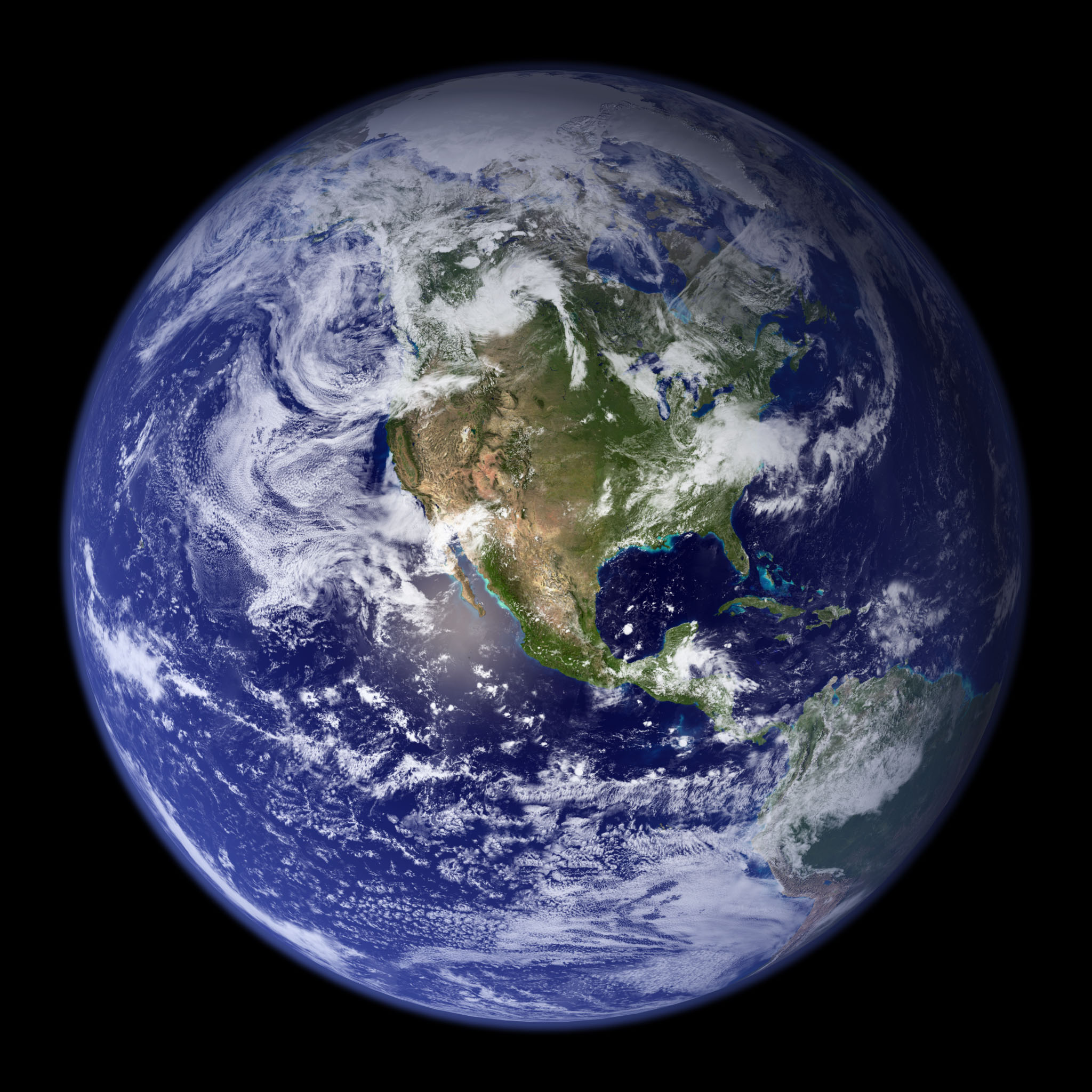
Imatge de l'hemisferi occidental de la Terra.

La Mare Natura és la personificació de la natura o bé una deessa que simbolitza la vida i la fertilitat. Les estatuetes de la prehistòria que representen una dona embarassada poden ser un culte primitiu a aquest concepte, a vegades anomenat Mare Terra. Els grecs l'honoraven com a Mare Gaia i va acabar assumint atributs d'Inanna, fins a esborrar-se com a figura independent i ser assumida per altres divinitas femenines, com Demèter. A Amèrica existia la figura de la Pacha Mama, contrapart del déu creador masculí.
La majoria de pobles tenien una casta de sacerdotesses encarregades del culte a aquesta figura original, que va ser progressivament arraconada en favor d'un creador masculí, canvi arrodonit amb el monoteisme religiós on Déu, malgrat no tenir cos ni sexe, és representat usualment com un home. La Mare Natura va passar aleshores a assimilar-se amb el paganisme, els ritus de fertilitat i el poder de la dona sàvia, acusada de ser bruixa pels estaments oficials. Per això el culte va passar a la clandestinitat i es va perdre a molts indrets.
La hipòtesi Gaia ha recuperat aquesta personificació del planeta, però lliure ja d'atributs antropomòrfics.